# Драгичин
Драгичин (блр. Драгічын; рус. Дрогичин) град у југозападном делу Републике Белорусије и административни центар Драгичинског рејона Брестске области.
Према процени из 2012. у граду је живело 14.618 становника.

## Географија
Драгичин је смештен у централном делу истоименог рејона на око 105 км источно од административног центра области Бреста и на око 164 км југоисточно од града Гродна. 

## Историја
У писаним изворима насеље се први пут помиње 1452. као село Довечоровичи, а први помен под садашњим именом је из 1655, и у то време у паралелној су употреби била оба назива. 
Драгичин је статус града у границама Велике Кнежевине Литваније добио 1778, и у том периоду у граду је живело 785 становника. Након пропасти Пољско-литванске државе Драгичин 1795. постаје делом Руске Империје.
Почетак ХХ века био је изразито буран за Драгичин. Прво је био под влашћу Немачке (1915—1918), а потом и Пољске. Саставним делом Белорусије је од 1939. године (тада Белоруска ССР). Административни статус града има од 1967. године. 

## Становништво
Према процени, у граду је 2012. живело 14.618 становника.
| 1979. | 1989.  | 1999.  | 2009.  | 2012.  |
| ----- | ------ | ------ | ------ | ------ |
| 9.700 | 13.400 | 13.400 | 14.744 | 14.618 |